# Oliver Askew

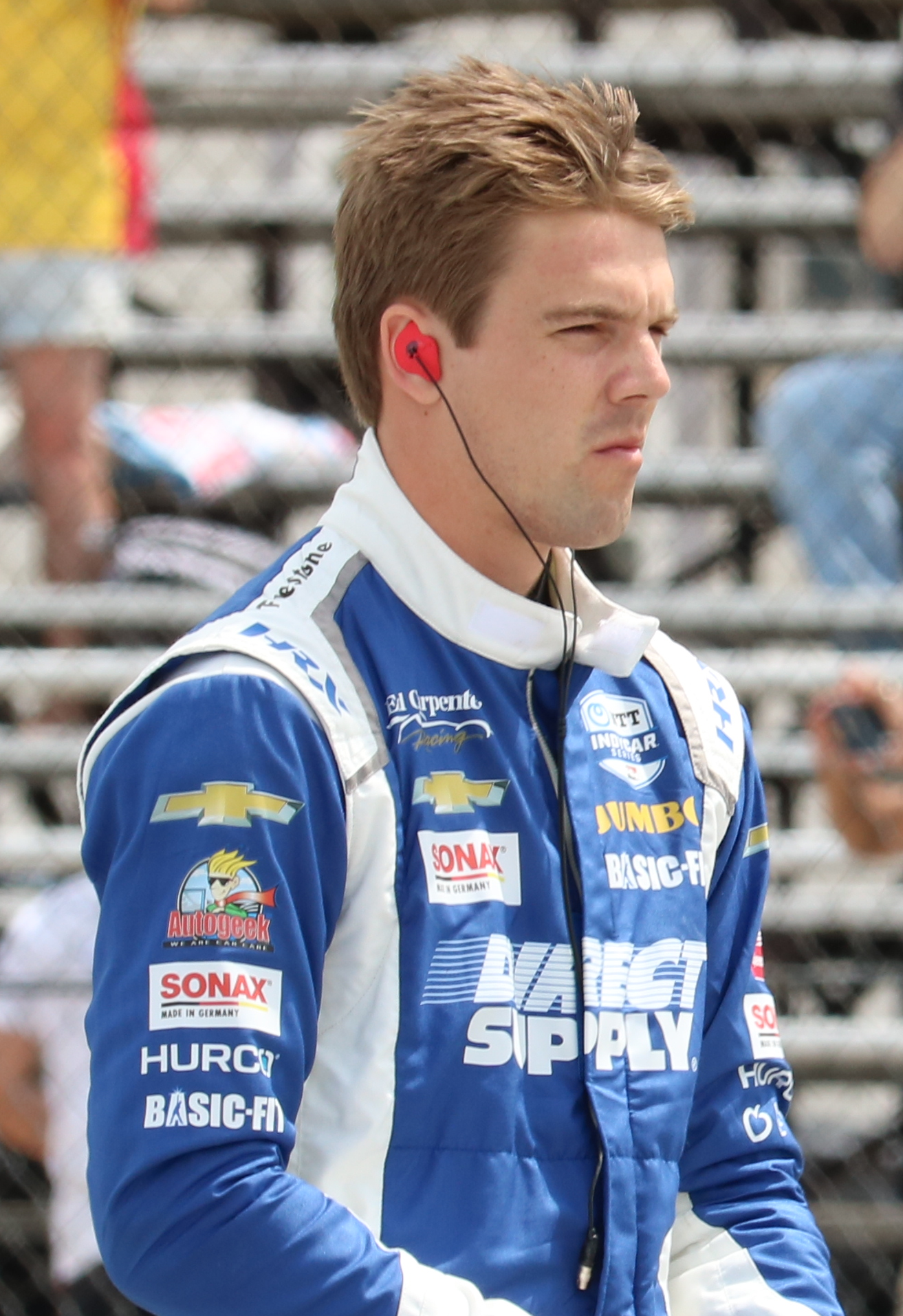
Oliver Askew in 2021

Oliver Askew (Melbourne, Florida, 12 december 1996) is een Amerikaans autocoureur.

## Carrière
Askew begon zijn autosportcarrière in het karting op achtjarige leeftijd. In 2015 startte hij zijn eerste races in het formuleracing in de laatste twee raceweekenden van de Formula Masters China bij het team Absolute Racing. Hij behaalde twee podiumplaatsen op het Shanghai International Circuit en werd tiende in de eindstand met 34 punten. In 2016 kreeg hij een beurs van het Team USA Scholarship, waardoor hij in Europa deel kon nemen aan het Formule Ford Festival en de Walter Hayes Trophy. In het Formule Ford Festival kwam hij niet aan de finish, maar in de Walter Hayes Trophy won hij zijn heat en eindigde als tweede in de finale. Tevens kreeg hij later dat jaar $200.000 als winnaar van de Mazda Road to Indy Shootout om deel te nemen aan de U.S. F2000 in 2017.
Met zijn beurs stapte Askew in 2017 over naar de U.S. F2000, waarin hij uitkwam voor het team Cape Motorsports. Van de veertien races won hij er zeven op het Stratencircuit Saint Petersburg, het Barber Motorsports Park (tweemaal), de Indianapolis Motor Speedway (tweemaal), de Iowa Speedway en de Mid-Ohio Sports Car Course. Met 351 punten werd hij kampioen in deze klasse en had slechts zeven punten voorsprong op de nummer twee, Rinus VeeKay. Vanwege deze winst kreeg hij van Mazda een beurs van $400.000 om deel te nemen aan het Pro Mazda Championship.
In 2018 stapte Askew over naar de Pro Mazda, waarin hij voor Cape Motorsports bleef rijden. Hij stond vijf keer op het podium, waaronder zijn eerste overwinning in het laatste raceweekend op de Portland International Raceway. Met 303 punten werd hij achter VeeKay en Parker Thompson derde in het eindklassement.
In 2019 maakt Askew de overstap naar de Indy Lights, waarin hij uitkomt voor het team Andretti Autosport.